# Hanns U. Christen
Hanns Ulrich Christen (* 2. Februar 1917; † 11. Januar 2003 in Basel), bekannt als -sten, war ein mit der Stadt und der Region Basel verbundener Journalist, Satiriker und Schriftsteller.

## Leben
Christen war Mitarbeiter der National-Zeitung. Er wurde bekannt durch seine «Märtbricht» (Marktberichte) in der Basler Zeitung. Zudem verfasste er das Stadtfeuilleton und Berichte über den Zolli-Apéro. Christen war Wein- und Gastronomie-Experte und schrieb mehrere Bücher. Zudem arbeitete er lange für den Nebelspalter und lieferte dem Schweizer Radio DRS im Alter Kurzbeiträge.

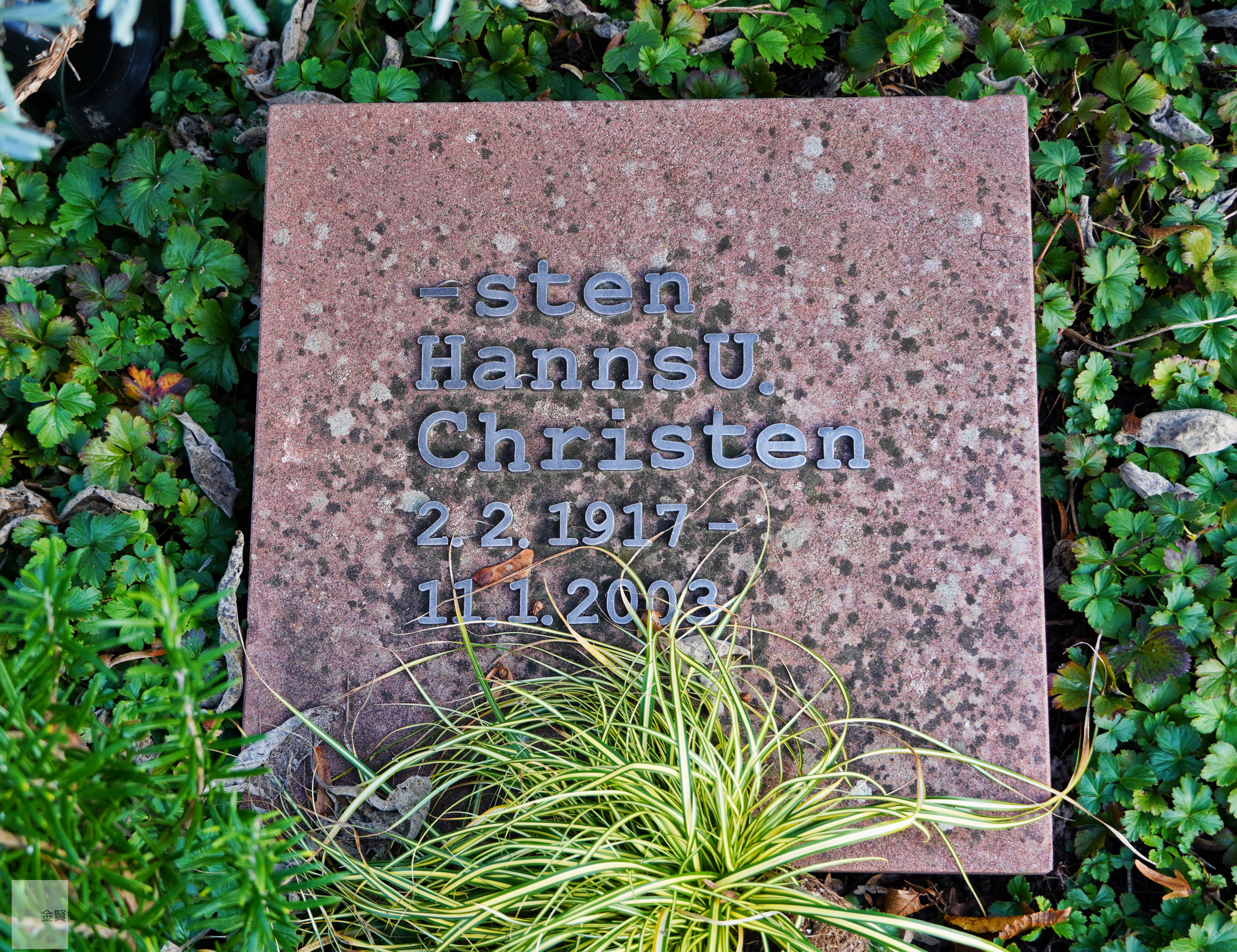
Grabstein Hanns U. Christen auf dem Friedhof am Hörnli, Riehen BS

1991 erhielt Christen durch den ehemaligen Regierungsrat Arnold Schneider den «Ehrespalebärglemer» verliehen. Dieser Preis wird Persönlichkeiten zuerkannt, welche die Stadt Basel über deren Grenzen hinaus in positivem Sinn bekannt gemacht haben.
Christen fand seine letzte Ruhestätte auf dem Friedhof am Hörnli.